# کریس گراهام (ورزشکار)
کریس گراهام (انگلیسی: Chris Graham; ۱۸ مارس ۱۹۰۰ – ۲۴ مهٔ ۱۹۸۶) بوکسور اهل کانادا بود.